# Michèle Losier
Répertoire
Italien, français, allemand
Michèle Losier est une mezzo-soprano canadienne. Elle est née à Montréal au Québec le 27 mars 1978.

## Biographie
Après avoir passé son enfance à Saint-Isidore, au Nouveau-Brunswick, elle revient à Montréal pour compléter ses études secondaires et collégiales, pendant lesquelles elle découvre sa vocation lyrique. Elle étudie ensuite à l'Université McGill où elle complète un baccalauréat en chant sous l'égide de Winston Purdy.
Elle remporte un premier prix au Concours de musique du Canada en 2001, et le premier prix en mélodie française au Concours des jeunes ambassadeurs lyriques du Canada en 2004.  Elle participe ensuite au programme Merola du San Francisco Opera, à l'Atelier lyrique de l'Opéra de Montréal de 2003 à 2005 et au Juilliard Opera Center où elle étudie auprès de Marlena Malas.
Elle est finaliste en 2005 aux auditions du Metropolitan Opera de New York.  Elle fait ses débuts à l'Opéra de Montréal pendant la même année dans l'Étoile de Chabrier puis au Met en 2007 dans Iphigénie en Tauride de Gluck.  En 2008, à la suite du succès remporté au Concours musical international Reine-Élisabeth-de-Belgique où elle est lauréate, elle enregistre avec le pianiste Daniel Blumenthal un disque consacré au mélodies d'Henri Duparc paru sous étiquette Fuga Libera.
Elle fait ses débuts à l'Opéra de Sydney en 2009 dans le rôle de Charlotte dans Werther de Massenet, puis chante notamment à la Scala de Milan, à Covent Garden, au Liceu de Barcelone, au Festival de Salzbourg et au Wiener Staatsoper.
Elle tient la vedette dans Médée de Charpentier au Théâtre des Champs-Élysées en 2012, et chante le rôle-titre dans Carmen de Bizet en 2015 devant une foule de 45 000 personnes à Montréal dans le cadre du Festival Virée classique OSM.
Michèle Losier a été boursière du Conseil des arts et des lettres du Québec, du Conseil des arts du Canada et de la Fondation Jacqueline Desmarais.

## Répertoire
Hector Berlioz
- Ascanio (Benvenuto Cellini)
- Béatrice (Béatrice et Bénédict)
- Les Nuits d'été

Georges Bizet
- Carmen, Mercedes (Carmen)

Emmanuel Chabrier
- Lazuli (L'Étoile)

Marc-Antoine Charpentier
- Médée (Médée)

Charles Gounod
- Siébel (Faust)[13]

Georg Friedrich Haendel
- Ruggiero (Alcina)

Jules Massenet
- Charlotte (Werther)
- Le Prince Charmant (Cendrillon)

Wolfgang Amadeus Mozart
- Sesto (La Clemenza di Tito)
- Dorabella (Così fan tutte)
- Donna Elvira (Don Giovanni)
- Cherubino (Le nozze di Figaro)

Jacques Offenbach
- La Muse / Nicklausse (Les Contes d'Hoffmann)

Jean-Philippe Rameau
- Phébé (Castor et Pollux)

Maurice Ravel
- Shéhérazade

Rossini
- La Cenerentola (rôle-titre).

Richard Wagner
- Wellgunde (Das Rheingold, Götterdämmerung )
- Grimgerde (Die Walküre)